# Razates
Razates (em grego medieval: Ῥαζάτης; em persa médio: Rāhzād; m. 627), segundo Teófanes, o Confessor, Teofilacto Simocata e Nicéforo Calisto, mas também chamado Rizates (Ριζάτης) por Nicéforo I, Razastes (em grego medieval: Ραζάστης) por Jorge Cedreno, Roche Veã (em armênio: Ռոչ Վեհան; romaniz.: Roch Vehan) por Sebeos, Rochevé (em armênio: Ռչվեհ; romaniz.: Roch’veh) por Moisés de Dascurã e Rusbiã (Rûzbîhân) por Bar Hebreu e Agápio de Hierápolis, foi um general persa de origem armênia que serviu sob o xá Cosroes II (r. 590–628). Entre 624 e 627, foi marzobã da Armênia e lutou junto do Império Sassânida contra as tropas do Império Bizantino que estavam em campanha na região.

## Vida

Fronteira romano-persa na Antiguidade Tardia

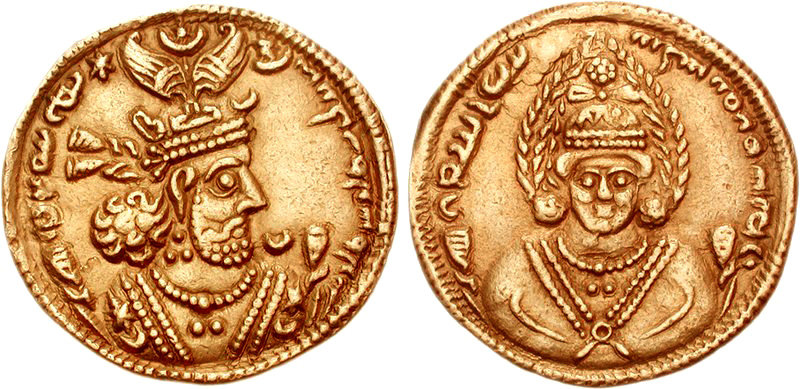
Dinar de ouro de Cosroes II r.

Os autores da PIRT sugerem que as diferentes formas como seu nome aparece nas fontes são explicadas da seguinte forma: Roche Veã era seu nome, Razates seu sobrenome e Rusbianes seu título. Aparece em 624, em plena guerra entre Império Sassânida e Império Bizantino, quando foi feito marzobã da Armênia em resposta aos sucessos do imperador Heráclio (r. 610–641) na região.  Em 627, com o fim da campanha, Heráclio fez um movimento ousado. Reuniu seu exército heterogêneo de goturcos e bizantinos e invadiu o coração da Pérsia no começo de setembro. A notícia deixou Cosroes em pânico. Após 15 anos de guerra, o exército estava exausto e os principais generais estavam indisponíveis; Saíno foi morto e Sarbaro estava no Egito, temendo que o xá queria-o morto. Consequentemente, Cosroes reuniu um exército e nomeou como seu comandante Razates, um guerreiro bravo e nobre.
Razates moveu-se para interrompê-lo e evitar que alcançasse Ctesifonte, a capital persa. Enquanto Heráclio continuou queimando e pilhando em seu caminho, ele o seguiu oferecendo-lhe tempo até estar pronto para encontrar os bizantinos. Finalmente Heráclio cruzou o rio Grande Zabe e montou acampamento, prevenindo que Razates cruzasse a mesma ponto sem forçar batalha. Em vez disso, moveu-se para baixo e atravessou a jusante. Quando Heráclio soube disso, mandou parte de seu exército sob o estratelata Vaanes para atacá-lo. No confronto que se seguiu os romanos mataram e capturaram muitos persas, incluindo o assessor pessoal dele. Dele Heráclio informou-se que Razates estava esperando cerca de 3 000 reforços. Ao saber disso, Heráclio preparou-se para agir, pois temia que seus reforços pudessem alterar a balança da guerra.
Em 12 de dezembro de 627, próximo de Nínive, Heráclio chamou seu exército numa planície e esperou-o. Razates viu-o e moveu-se para encontrá-lo. Ele compôs seu exército em três divisões similares às falanges, e avançou em direção a Heráclio. No auge da batalha, Razates subitamente desafiou Heráclio a um combate com a esperança de forçar os romanos a fugir. Heráclio aceitou o combate e impulsionou seu cavalo para a frente e com um único golpe atingiu a cabeça de Razates, pegando do general morto seu escudo de 120 placas de ouro e peitoral de ouro como troféus. Com sua morte, pereceram as esperanças de vitória dos persas: vendo seu bravo comandante e muitos outros oficiais de alta patente sendo mortos por Heráclio e suas tropas, as tropas persas perderam o ânimo e foram abatidas, sofrendo cerca de 6 000 perdas.